# Xã Clark, Quận Holmes, Ohio
Xã Clark (tiếng Anh: Clark Township) là một xã thuộc quận Holmes, tiểu bang Ohio, Hoa Kỳ. Năm 2010, dân số của xã này là 4.080 người.